# Rhagonycha nigroimpressa
Rhagonycha nigroimpressa is een keversoort uit de familie soldaatjes (Cantharidae). De wetenschappelijke naam van de soort werd in 1922 gepubliceerd door Maurice Pic.